# Žanovec

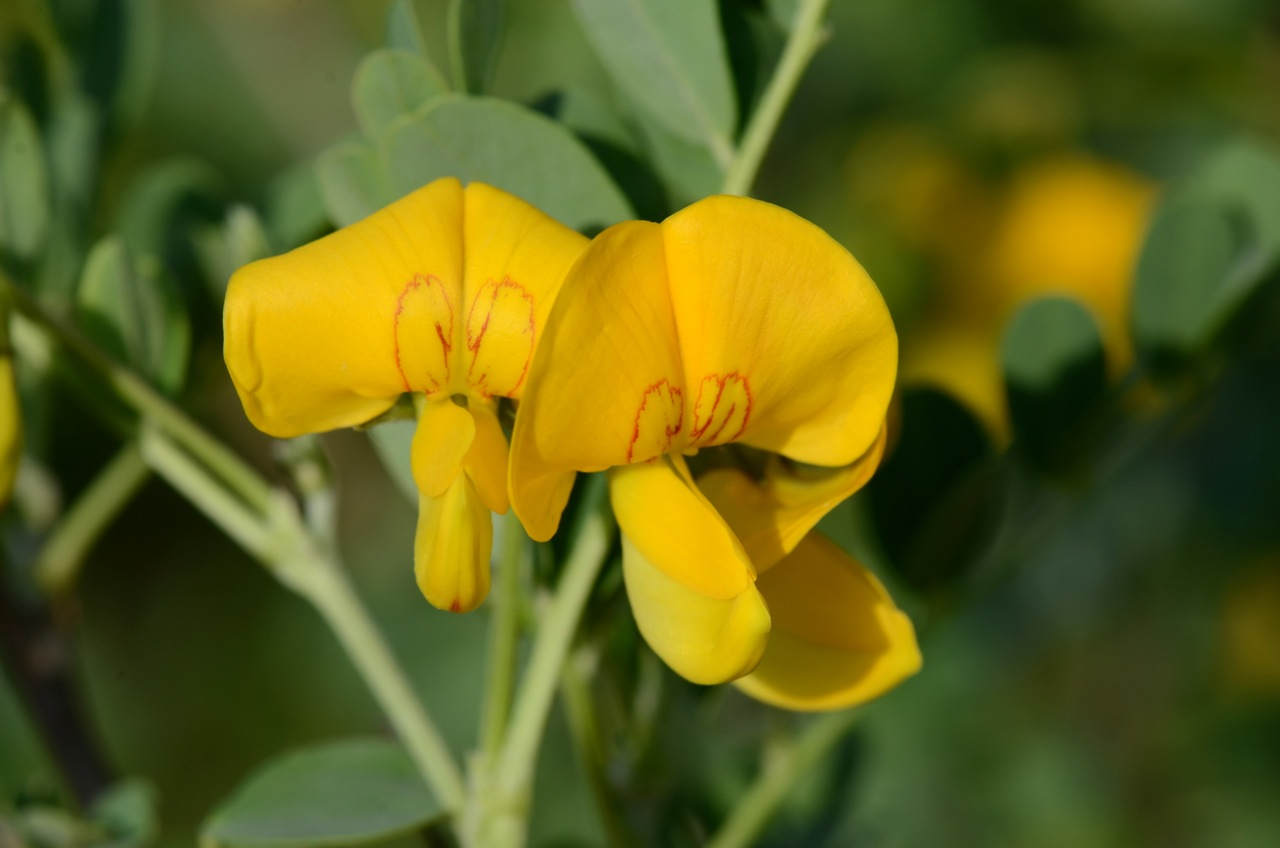
Květy žanovce měchýřníku

Žanovec (Colutea) je rod rostlin z čeledi bobovité. Žanovce jsou keře se žlutými nebo zřídka s červenými květy a zpeřenými listy, nápadné zejména nafouklými měchýřovitými plody. Vyskytují se v počtu asi 28 druhů od Středomoří a východní Afriky po Střední Asii. Žanovec měchýřník se pěstuje v České republice jako okrasná dřevina a také zplaňuje.

## Popis
Žanovce jsou opadavé keře s lichozpeřenými nebo výjimečně s trojčetnými listy složenými z vstřícných celokrajných lístků. Palisty jsou drobné. Květy jsou žluté, oranžové nebo hnědavě červené, v úžlabních dlouze stopkatých hroznech. Kalich je zvonkovitý, s 5 zuby. Pavéza je okrouhlá, křídla jsou úzce srpovitá, člunek široký. Tyčinky jsou dvoubratré, 9 je srostlých v trubičku a 1 volná. Semeník je stopkatý, s mnoha vajíčky a zahnutou čnělkou. Plody jsou nafouklé, nepukavé nebo pukající 2 chlopněmi jen na vrcholu, s mnoha ledvinovitými semeny.

## Rozšíření
Žanovce se vyskytují v počtu asi 28 druhů od Středomoří po Střední Asii a ve východní a severovýchodní Africe.
V Evropě rostou celkem 3 druhy žanovců. Žanovec měchýřník (Colutea arborescens) je rozšířen téměř v celé jižní části Evropy a zplanělý se vyskytuje i v České republice. Severní hranice přirozeného rozšíření tohoto druhu prochází nejjižnějším Slovenskem. Ve Španělsku roste Colutea atlantica a v jihovýchodní Evropě C. cilicica.

## Obsahové látky a toxicita
Žanovec měchýřník je jedovatý, obsahuje pinitol a v semenech toxické neproteinové aminokyseliny, např. kanavanin. Otrava semeny se projevuje zvracením. Byly zaznamenány otravy drůbeže, naproti tomu zkrmování listů hospodářským zvířatům otravy nezpůsobuje.

## Zástupci
- Žanovec měchýřník (Colutea arborescens)
- Žanovec něžný (Colutea gracilis)
- Žanovec prostřední (Colutea x media) – kříženec C. arborescens a C. orientalis
- Žanovec východní (Colutea orientalis)

## Význam
Žanovec měchýřník (Colutea arborescens) je v České republice poměrně často pěstován jako okrasná dřevina. Zřídka jsou pěstovány i jiné druhy: žanovec něžný (Colutea gracilis), žanovec prostřední (Colutea x media) a žanovec východní (Colutea orientalis) aj. Ve sbírkách botanických zahrad a arboret lze nalézt i další druhy: Colutea brevialata, C. buhsei a C. orbiculata.

## Pěstování
Žanovcům se daří v propustných a nepříliš těžkých vápenatých půdách a dobře snášejí i sušší stanoviště. Množí se jarním výsevem. Semena si uchovávají klíčivost asi 3 roky a skladují se na vzduchu. Před výsevem je třeba je krátce spařit a nechat nabobtnat. Kultivary lze množit očkováním na semenáče žanovce měchýřníku nebo roubováním.